# 풍기초등학교
풍기초등학교(豊基初等學校)는 대한민국 경상북도 영주시 풍기읍에 있는 초등학교이다.

## 연혁
- 1908.05.20 사립안정학교로 인가
- 1908.05.25 사립안정학교로 개교(수업연한 3년)
- 1911.03.21 사립안정보통학교로 명칭 변경
- 1912.03.08 풍기공립보통학교로 설립 재인가
- 1924.04.01 6년제로 개편
- 1937.06.22 부설 창락간이학교 개교(설립인가 5월 21일)
- 1938.04.01 풍기공립심상소학교로 개칭
- 1941.04.01 풍기공립국민학교로 개칭
- 1945.09.24 해방후 개교
- 1954.04.01 삼가분교장 설립(삼가리)
- 1962.09.01 풍기국민학교 북부분실 설치(현재 풍기북부초등학교)
- 1963.03.02 풍기북부국민학교 분리(독립교)
- 1982.03.01 특수학급 1학급 설치
- 1983.03.05 병설유치원 2학급 설치
- 1993.12.30 현대식 교내 방송시설 준공
- 1994.04.30 다목적교실(제운관) 개관
- 1995.03.15 학교 급식 전면 실시
- 1996.03.01 풍기초등학교로 개칭
- 1999.09.01 창락초등학교 본교에 통폐합
- 2008.05.25 개교 100주년 기념행사
- 2013.12.15 친환경 인조잔디축구장 준공
- 2015.02.12 제104회 졸업식(총 졸업생 19,174명)
- 2015.03.01 제27대 권석란 교장선생님 부임
- 2015.03.01 초등 17학급 편성(특수1), 병설유치원 1학급 편성

## 같이 보기
- 풍기초등학교 축구단